# Gujiće
Gujiće (cyr. Гујиће) – wieś w Serbii, w okręgu raskim, w gminie Tutin. W 2011 roku liczyła 140 mieszkańców.